# Bombycodes obfuscata
Bombycodes obfuscata är en fjärilsart som beskrevs av W. Warren 1894. Bombycodes obfuscata ingår i släktet Bombycodes och familjen mätare. Inga underarter finns listade i Catalogue of Life.